# Drammenselva
A Drammenselva vízgyűjtő területét tekintve az ötödik legnagyobb folyó Norvégiában, Buskerud megyében.

## Elhelyezkedése
A Drammenselva az egyik legjelentősebb vízfolyás Norvégiában a maga 17000 négyzetkilométeres vízgyűjtő területével. A folyó teljes hossza 308 kilométer, átlagos vízhozama 300 köbméter percenként. Forrásvidékétől, Tyfjordentől déli irányban indul el és 48 kilométerrel később áthalad a Drammen-fjord mellett lévő Drammen városának központján. A Drammenselvába számos kisebb vízfolyás és kisebb folyók torkollnak. A legnagyobb mellékfolyója a Simoa patak. A Drammenselva teljes vízgyűjtő területe, melyet Drammenselvassdraget néven neveznek a helyiek, Oppland megye és Buskerud megye területén található.

## Fejlődése és hasznosítása
A folyón évszázadokon át fát szállítottak Eikerbe, ahol számos fűrészmalom üzemelt, valamint másfajta ipari létesítményeket is ellátott energiával. Az 1850-es évektől kezdve egyre több fűrészmalom jött létre a folyó alsóbb szakaszain, melyek exportra készített termékeiket a dammeni kikötőbe szállították. Az ipar káros hatásainak köszönhetően a folyó a 20. század elejére igen szennyezetté vált. A folyó menti üzemeket az 1960-as és 1970-es években bezárták és azóta egyre jobban kezd helyreállni az élővilág egyensúlya.
Útban a tenger felé a folyó számos kisebb zúgón és vízeséseken halad keresztül. A legnagyobbak ezek közül a Vikerfoss, Geithusfoss, Kattfoss, Gravfoss, Embretsfoss, Døvikfoss és a Hellefoss. A folyón számos vízerőművet létesítettek, melyek némelyikénél duzzasztógátat is emeltek. Ezen erőművek tulajdonosa és egyben üzemeltetője az EB Kraftproduktsjon energiaipari cég, melynek központja Drammenben található. Az energetikai céget a Buskerud Energy Power Generation (Energiselskapet Buskerud AS) birtokolja. 
Napjainkban a Drammenselva a kikapcsolódás és a pihenés színtere. A folyó mentén rendezett fesztivál számos programnak ad otthont.

## Fordítás
Ez a szócikk részben vagy egészben  a   Drammenselva című angol Wikipédia-szócikk ezen változatának fordításán alapul.  Az eredeti cikk szerkesztőit annak laptörténete sorolja fel. Ez a jelzés csupán a megfogalmazás eredetét és a szerzői jogokat jelzi, nem szolgál a cikkben szereplő információk forrásmegjelöléseként.